# Dannie Heineman
Dannie Heineman   (Charlotte, 23 de novembre de 1872 - Greenwich, 31 de gener de 1962) fou un home de negocis estatunidenc, que des de la direcció del holding financer Sofina fou un dels protagonistes del procés d'electrificació a Europa i Amèrica del Sud.

## Home de negocis
Va néixer el 23 de novembre de 1872 a la ciutat de Charlotte, als Estats Units, fill d'una familia jueva d'origen alemany. Va tornar a Europa a estudiar enginyeria a la Universitat Tècnica de Hannover en la dècada de 1890. El 1895 entrà a treballar a la companyia elèctrica UEG —Union Electricitäts-Gesellschaft—, on s'especialitzà en el negoci dels tramvies elèctrics.
En poc temps es va convertir en un del homes de confiança d'Emil Rathenau, fundador de l'AEG, que l'envià a Brussel·les el 1905 a dirigir la Sofina, la qual era -juntament amb l'Elektrobank- la branca financera del grup. La seva primera feina va ser fer-se càrrec de la gestió de la filial Les Tramways de Barcelone. Sota la seva direcció l'empresa va expandir la seva activitat inversora en empreses de tramvies i de subministrament elèctric a Àustria Hongria, Bèlgica, Dinamarca, França, Itàlia, Portugal, Russia, Espanya, Turquia i alguns països de llatinoamèrica així com de l'Extrem Orient.
Quan Alemanya va invadir Bèlgica el 1914, ell es quedà a Brussel·les. Al finalitzar el conflicte, el van fer dimitir dels consells d'administració de les companyies belgues on era present, amb el motiu d'haver liderat una empresa alemanya a la Bèlgica ocupada. AEG es va retirar de Sofina. Heineman hagué de deixar la presidència del consell d'administració de l'empresa, encara que més tard tornà a treballar per la companyia.
En el 1920, durant el temps que no treballà a Sofina organitzà el canvi de propietat de la CATE (Compañía Alemana Transatlántica de Electricidad), que passà nominalment de mans alemanes a espanyoles, transformant-se en la CHADE (Compañía Hispanoamericana de Electricidad), i l'accionista de referència passà a ser Sofina.
Heineman liderà la Sofina fins a l'any 1955.

## La Barcelona Traction
A partir del control de la Sidro assolit el 1929, Sofina tingué un paper determinant en la Barcelona Traction. A partir de 1929 Dannie Heineman i Henri Speciael, com a màxims directius de Sofina, van entrar a formar part del consell d'administració de l'empresa
La Barcelona Traction va continuar amb el seu negoci elèctric sota el control de Sidro fins a la Guerra Civil espanyola quan va ser primer intervinguda, després confiscada i finalment militaritzada. El juny de 1939 i un cop recuperada l'empresa, Dannie Heineman, com a director de Sofina i, per tant, accionista de referència de la societat, va elaborar un pla de viabilitat de l'empresa, atès que la Barcelona Traction tenia problemes greus que a mitjà termini podien amenaçar la seva existència.
El 1940 Dannie Heineman, d'origen jueu i resident a Bèlgica, va haver de fugir d'Europa i tornà als Estats Units. Tornat a Europa, el seu pla xocà frontalment i acabà derrotat pel del financer franquista Joan March, el qual acabà triomfant per la seva excel·lent relació amb els polítics i jutges del règim, i la posició equívoca de la Barcelona Traction davant la hisenda espanyola.

## Esforç humanitari
El 1914, protegit i recolzat per la seva ciutadania nord-americana, Heineman va establir les bases de la Comissió d'Ajuda a Bèlgica i el nord de França, que consistia en garantir el subministrament d'aliments a les zones sota ocupació alemanya. Herbert Hoover, futur president dels Estats Units, es va fer conegut gràcies a la seva participació en aquest projecte.
El 1939, mentre vivia a Bèlgica, Dannie Heineman va aconseguir que el govern de Luxemburg obrís les seves fronteres tancades i admetés aproximadament 100 famílies jueves que volien fugir d'Alemanya. L'argument que utilitzà era que els hotels de Luxemburg estaven buits i ell pagaria les habitacions i donaria una renda als jueus, de forma que no haurien de treballar i treure llocs de treball a Luxemburg. Aquest acord va funcionar fins al 10 de maig de 1940, quan Hitler va envair Bèlgica i Luxembourg. En aquest moment, el seu ajudant Schmidt va fer un pagament final de sis mesos a les famílies. Entre les famílies hi havia el físic Ernst Ising, el qual va sobreviure a la guerra.
Va ser amic personal del canceller alemany Konrad Adenauer